# ミッド・バレー駅
ミッド・バレー駅（マレー語:Stesen Mid Valley）はマレーシアのクアラルンプールレンバッ・パンタイにある、マレー鉄道の駅。
当駅に乗り入れている路線は線路名称上はウエスト・コースト線であるが、旅客線としてはKTMコミューターのスレンバン線が乗り入れをしている。

## 歴史
- 2004年8月23日 - 開業。

## 駅構造
相対式ホーム2面2線をもつ地上駅である。ホーム北端に駅舎がある。

### のりば
| 1 | 1 スレンバン線 | KLセントラル、スントゥル、バトゥ・ケーブス方面       |
| 2 | 1 スレンバン線 | バンダル・タシッ・スラタン、スレンバン、タンピン方面 |

## 駅周辺
- ミッドバレーシティ（英語版）
  - ミッドバレーメガモール
  - ザ・ガーデンズ (The Gardens)
- クアラルンプール日本人会（旧クアラルンプール日本人学校）
- シェド・プトラ通り（英語版）
- クラン川

## バス路線
全てバスラピドKLの運行。
- B105 : LRT KLCC - KLセントラル経由ミッドバレーメガモール - LRT KLCC
- B110 : KLモノレール ブキッ・ビンタン - ミッドバレーメガモール - KLモノレール ブキッ・ビンタン
- U66 : パサラマコタ - プタリン・ジャヤ経由タマン・メダン（プタリン・ジャヤを経由するのはタマン・メダン方面のみ）
- U84 : パサラマコタ - クラナ・ジャヤ（英語版） - パサラマコタ
- U85 : パサラマコタ - SEA Park、SS 2プタリン・ジャヤ（SS 2プタリン・ジャヤまでの運行はSEA Park方面のみ）
- T631 : LRTユニバーシティ - ミッドバレーメガモール - LRTユニバーシティ

## 隣の駅
マレー鉄道
1 スレンバン線
KLセントラル駅 (KA01) - ミッド・バレー駅 (KB01) - スプテ駅 (KB02)